# Canthochilum histeroides
Canthochilum histeroides là một loài bọ cánh cứng trong họ Bọ hung (Scarabaeidae).